# Amadeus (film)
Amadeus è un film del 1984 diretto da Miloš Forman.
Tratta dall'omonima opera teatrale di Peter Shaffer e liberamente ispirata alla vita del compositore Wolfgang Amadeus Mozart, impersonato nella pellicola da Tom Hulce, la storia parte dal presupposto letterario di un acceso antagonismo tra il giovane musicista salisburghese e il compositore legnaghese Antonio Salieri, interpretato da F. Murray Abraham. Ogni scena è accompagnata da una scelta di capolavori del celeberrimo musicista, che includono anche intere scene tratte dalle sue opere (Il ratto dal serraglio, Le nozze di Figaro, Don Giovanni, Il flauto magico) fino al Requiem.
Il film riscosse un grande successo e vinse numerosi premi, tra i quali otto Oscar, quattro Golden Globe, altrettanti BAFTA e tre David di Donatello. Nel 1998 l'American Film Institute l'ha inserito al cinquantatreesimo posto della classifica dei migliori cento film statunitensi di tutti i tempi e nel 2019 è stato scelto per la conservazione nel National Film Registry della Biblioteca del Congresso degli Stati Uniti.

## Trama
(Antonio Salieri)
Vienna, 1823. Un anziano Antonio Salieri, dimenticato dal mondo, tenta il suicidio in casa sua mentre invoca il perdono di Mozart, della cui morte si accusa; i suoi servi accorrono e lo fanno trasferire in un manicomio. Qui, poco dopo, riceve la visita di un giovane sacerdote, che lo sprona a confessare i tormenti che lo affliggono e che lo hanno spinto al gesto estremo; all'affermazione che agli occhi di Dio tutti gli uomini sono uguali, dopo un attimo di scetticismo, Salieri comincia a suonare alcune melodie, dichiarando come un tempo fosse un affermato compositore famoso in tutta Europa: il prete fatica a riconoscerle e Salieri, visibilmente offeso da tale affermazione, prova allora a suonarne un'altra, Eine kleine Nachtmusik, che il sacerdote riconosce immediatamente, canticchiandola e dichiarandola incantevole, scusandosi perché ignorava che fosse sua. Salieri, ironico, gli risponde che non lo è, bensì citando Wolfgang Amadeus Mozart come autore di quella melodia, che il sacerdote riconosce come l'uomo della cui morte lo stesso Salieri si è accusato, invitandolo ancora una volta a confessare al più presto qualsiasi colpa per trovare finalmente la pace. L'anziano compositore, prima restio, inizia poi a raccontare le vicende che lo videro in stretti rapporti con il compositore di Salisburgo.
Salieri narra di come sin da bambino avesse idolatrato Mozart, sognando di diventare un grande compositore proprio come lui, del quale da adulto aveva sentito le storie nelle corti europee: questo aveva causato in lui una forte invidia, non tanto per la sua fama di prodigio quanto per l'appoggio e gli insegnamenti che questi aveva ricevuto dal padre (Salieri aveva infatti sempre trovato nel proprio padre mercante un ostacolo allo sviluppo di questa ambizione, poiché non gli permetteva di istruirsi nella musica, considerandola una perdita di tempo). Trovando conforto nella preghiera, il giovane Salieri aveva chiesto a Dio di fare di lui un grande compositore in cambio della sua castità e della sua umiltà: poco dopo il padre muore e, vedendo nell'accaduto un segno divino, si concentra sul lavoro, tenendo sempre fede al proprio giuramento. Anni e anni di sacrifici lo portano a Vienna e successivamente a diventare il compositore di corte dell'imperatore Giuseppe II d'Asburgo-Lorena.
La carriera di Salieri è completamente decollata, finché giunge a Vienna Mozart, che deve presentare un'opera nella residenza del suo padrone, il principe arcivescovo di Salisburgo: impaziente di incontrarlo di persona, Salieri si reca alla residenza dell'arcivescovo e tenta di riconoscere il compositore, ma a nulla valgono i suoi tentativi fin quando assiste casualmente ad un volgare amoreggiamento tra una donna e un uomo che si rivelerà essere proprio Mozart. Per Salieri è inconcepibile che un uomo così volgare possa essere degno del dono divino dell'ispirazione musicale ma rimane comunque affascinato dalla melodia che propone, la serenata Gran Partita. Tempo dopo l'imperatore Giuseppe chiede un incontro con il compositore di Salisburgo, al quale vuole commissionare un'opera per il teatro nazionale: durante l'incontro, al quale sono presenti Salieri, il barone Gottfried van Swieten, il conte Orsini-Rosenberg e il maestro di cappella Giuseppe Bonno, Mozart ha modo di dimostrare il suo genio, modificando le note di una musichetta di benvenuto composta da Salieri (citando quella che sarà successivamente l'aria Non più andrai da Le nozze di Figaro) e affermando di essere già al lavoro su un'opera, Il ratto dal serraglio, che viene successivamente presentata al teatro nazionale, nonostante lo scetticismo iniziale dato il soggetto dell'opera. Tra i protagonisti che si esibiscono figura Caterina Cavalieri, allieva di Salieri della quale egli è segretamente invaghito, ma frenato da qualsiasi avance dato il suo voto di castità. Alla prima esecuzione dell'opera, che colpisce il pubblico compreso l’imperatore (nonostante la "pecca" di avere troppe note secondo l'orecchio regale), Mozart annuncia indirettamente il suo fidanzamento con Constanze Weber e le sue future nozze non appena ottenuto il consenso del padre, ma che sono poi concesse dall'imperatore stesso, nonché una fugace relazione con Caterina, che ne rimane tuttavia disgustata. La cosa lascia anche Salieri amareggiato e deluso, alimentando ancor più il suo odio per Mozart, che trabocca anche verso quel Dio che permette a un simile individuo di possedere tali eccezionali doti.
Successivamente l'imperatore annuncia l'incarico per insegnare musica alla nipote dietro un sostanzioso compenso e tutti i compositori di Vienna si danno da fare, nonostante l'intenzione del monarca fosse di assegnare tale incarico direttamente a Mozart, salvo poi essere convinto da Salieri a seguire un'adeguata procedura di candidatura per non essere accusato di favoritismo, alimentando la cosa anche con alcune voci su Mozart, che lo dipingono come molestatore delle sue allieve nel corso delle lezioni.
Dal canto suo, la presunzione e l'arroganza impediscono a Mozart di sottoporre le sue opere alla commissione, composta secondo lui da "gente musicalmente idiota" quali sono gli italiani (infatti la commissione è composta da Orsini-Rosenberg, Bonno e Salieri stesso) e quindi non in grado di comprenderle. Costanza, preoccupata per l'indifferenza e insensibilità di Mozart, che non riesce a compensare ciò che spende con quello che guadagna, nonostante il successo della propria musica, si reca da Salieri, all'insaputa del marito, per tentare di convincerlo a visionare le sue opere e mettere una buona parola con l'imperatore affinché ottenga l'incarico: ancora una volta il compositore italiano rimane folgorato dalla bellezza delle opere, arrivando definitivamente alla consapevolezza della propria mediocrità in confronto a quella che ritiene "la vera voce di Dio". 
Tempo dopo Salieri incarica una ragazza di nome Lorl di presentarsi a casa di Mozart per farsi assumere come governante in modo da poter tenere d'occhio i movimenti del suo rivale e trovare un modo per screditarlo. Nel frattempo Mozart riceve l'inaspettata visita di suo padre Leopold, il quale ha modo di constatare la difficoltà economica del figlio. Questi sembra tutt'altro che preoccupato, anzi annunciando con gioia di aspettare un bambino da Costanza e cogliendo ogni occasione per festeggiare e divertirsi. 
L'occasione per Salieri si presenta quando scopre che Mozart sta lavorando a un'opera illegale, Le nozze di Figaro, che è stata bandita dall'imperatore in quanto tratta temi che aizzano l'odio tra le classi sociali. Con la complicità del conte Orsini-Rosenberg, il quale, geloso di Mozart, fin da subito aveva condiviso l'ostilità nei suoi confronti, tenta di sabotare l'esecuzione dell'opera presso il teatro nazionale, dapprima facendolo presente all'imperatore e poi censurando buona parte dello spettacolo per la presenza di balletti, vietati da un'espressa disposizione imperiale. Mozart, infuriato, si consulta ingenuamente con Salieri per avere una possibilità con l’imperatore. Inizia così il doppiogioco di Salieri: da una parte fa di tutto per mettere in cattiva luce il rivale mentre dall'altra si finge suo amico e lo "aiuta". L'opera però, nonostante l'ostacolo iniziale, riesce lo stesso a essere rappresentata rendendo amara la sconfitta di Salieri, che si tramuta però in vittoria quando, durante l'esecuzione, l'imperatore sbadiglia, cosa che ne sancisce l'inefficacia musicale e artistica: essa arriverà appena a nove rappresentazioni. Nel frattempo anche Salieri termina un'opera, Axur, Re d'Ormus, e dopo la sua rappresentazione riceve una medaglia dall'imperatore stesso, provando per un attimo la sensazione di essere superiore al suo rivale. 
Mozart, tornato a casa, riceve la notizia della morte del padre, costretto ad andarsene da Vienna dopo un'accesa discussione con la nuora. Tale evento gli ispira l'opera Don Giovanni, nella quale Salieri coglie un senso di colpa da parte di Mozart che voleva invocare lo spettro del padre affinché incolpasse il figlio. Proprio grazie all'opera la mente di Salieri inizia a elaborare un piano diabolico per riuscire finalmente a porre fine alla vita di Mozart e trionfare su Dio, ovvero quello di commissionare in segreto a Mozart una messa da Requiem per poi provocarne la morte, facendo suonare il Requiem stesso al suo funerale e attribuendosene la paternità. Senza farsi riconoscere, con un travestimento usato dal padre di Mozart durante il carnevale, Salieri si reca a casa del rivale per commissionargli il Requiem, dandogli quattro settimane di tempo e una ricompensa di cento ducati. 
Mozart, caduto in depressione dopo la morte del padre, accetta e si dà da fare per accontentare la richiesta del visitatore misterioso, necessitando di quel denaro per salvare le sorti della propria famiglia. Nel frattempo anche l'amico Emanuel Schikaneder, imprenditore di un teatro locale, gli commissiona un'opera popolare, Il flauto magico, nella quale egli stesso si sarebbe esibito pressando Mozart affinché la sua richiesta venga esaudita al più presto. La sera stessa la moglie, stufa di vedere il marito pensare solo a scrivere, bere e a divertirsi, se ne va con il figlio a Baden.
Le condizioni psicofisiche del compositore però vacillano per il troppo lavoro sin quando, non ha un collasso nel teatro, dopo l'esecuzione dell'aria Der Hölle Rache kocht in meinem Herzen della Regina della Notte.
Scortato a casa da Salieri, quest'ultimo si offre di aiutarlo. In un rarissimo momento di collaborazione, Salieri ha un'ultima prova del genio di Mozart e della propria inferiorità rispetto al rivale, non riuscendo neppure a stare dietro alla dettatura dello spartito. Sul letto di morte, Mozart ringrazia e chiede perdono a Salieri per non essere mai riuscito a comprendere fino in fondo quanto egli apprezzasse la sua musica. La mattina dopo, Costanza torna a casa, ma il compositore ha solo il tempo di dare un'ultima fugace occhiata alla moglie e al figlioletto prima di spirare, senza essere riuscito a portare a termine la partitura del Requiem. Successivamente, dopo il funerale, al quale sono presenti Costanza, Salieri, Lorl, il barone Van Swieten e Caterina Cavalieri, viene seppellito in una squallida fossa comune. Il piano di Salieri è fallito: Dio ha chiamato a sé il suo beniamino, ma costretto Salieri ad assistere al proprio disfacimento e all'oblio nel quale è caduta la sua musica rispetto a quella di Mozart, che nei secoli a venire verrà sempre ricordata e celebrata.
Tornato al presente, Salieri conclude il racconto autoproclamandosi campione e santo patrono dei mediocri, pronunciando la frase: "Mediocri, ovunque voi siate, io vi assolvo...io vi assolvo...io vi assolvo...io vi assolvo tutti."

## Produzione
La sceneggiatura del film è adattata dall'omonima opera teatrale di Peter Shaffer, che parte dal presupposto - prettamente letterario, nella realtà quasi certamente del tutto infondato - di un acceso antagonismo tra il giovane musicista salisburghese e il compositore veronese Antonio Salieri, presente alla corte dell'impero asburgico nello stesso periodo. Accoglie quindi la fantasiosa tesi puskiniana dell'avvelenamento ordito da Salieri ai danni di Mozart.
Forman ha collaborato con la coreografa americana Twyla Tharp.

### Cast
Mel Gibson e Mark Hamill erano in lizza per il ruolo di Mozart, ma venne scelto dal regista Forman l'allora poco conosciuto Tom Hulce, che nel 1978 aveva recitato nel film Animal House. Tom Hulce si è ispirato agli sbalzi d'umore di John McEnroe per rappresentare l'imprevedibilità del genio di Mozart.
Meg Tilly doveva interpretare Constanze, ma si strappò un legamento della gamba il giorno prima delle riprese. In sua sostituzione fu scelta la debuttante Elizabeth Berridge. Simon Callow, che nel film interpreta Emmanuel Schikaneder, nell'omonima pièce teatrale andata in scena a Londra interpretava Mozart.

### Riprese

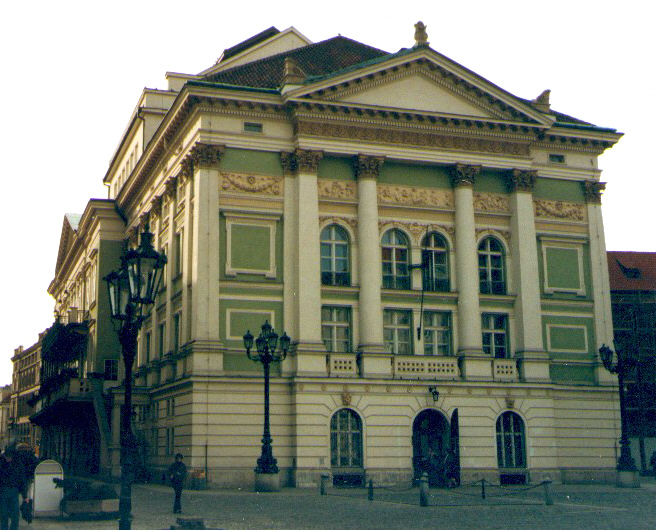
Alcune scene del film sono state girate al Teatro degli Stati di Praga.

Le riprese sono state effettuate a Praga, Kroměříž e Vienna. Le due città ceche sono state spesso usate come "controfigure" della capitale austriaca. Il regista, ormai cittadino americano ma ceco di nascita e quindi transfuga e "traditore del Comunismo", era tenuto sotto stretta sorveglianza da parte della polizia praghese, che aveva infiltrato vari suoi agenti fra le comparse. La loro presenza e la loro identità, comunque, erano diventate il classico "segreto di Pulcinella", tanto che alla fine dell'ultima scena di massa girata, come spiega divertito lo stesso Forman nel commento in DVD, nel brindisi per festeggiare la fine delle riprese, tutti - attori, tecnici e figuranti - ringraziano gli imbarazzati poliziotti per aver garantito loro la necessaria sicurezza.
Forman ha girato alcune scene al Teatro degli Stati di Praga, dove andarono in scena per la prima volta Don Giovanni e La clemenza di Tito.
Il film è stato girato interamente sfruttando la luce naturale, usando tutt'al più l'illuminazione delle candele, per ricreare le atmosfere dell'epoca, seguendo l'esempio di Stanley Kubrick quando realizzò nel 1975 Barry Lyndon.
Le riprese iniziarono il 31 gennaio 1983 e si conclusero il 20 luglio successivo.

## Colonna sonora
Ogni scena del film è accompagnata da una scelta di capolavori mozartiani, che includono anche intere scene tratte da opere (Il ratto dal serraglio, Le nozze di Figaro, Don Giovanni, Il flauto magico) fino al Requiem, che sottolinea i momenti finali della vita del compositore.
La musica è eseguita dall'Academy of Saint Martin-in-the-Fields, diretta da Neville Marriner. Il Choir of Westminster Abbey è diretto da Simon Preston.

### Opere
Disco 1:
- Sinfonia n. 25, I. Allegro con brio
- Stabat Mater: Quando corpus morietur e Amen (Giovanni Battista Pergolesi)
- Bubak e Hungaricus (tradizionale ungherese, arrangiato da Jaroslav Krček)
- Serenata Gran Partita, III. Adagio
- Il ratto dal serraglio, finale
- Sinfonia n. 29, I. Allegro moderato
- Concerto per due pianoforti e orchestra n. 10, III. Rondò
- Messa in do minore K 427, Kyrie
- Sinfonia concertante per violino, viola e orchestra, I. Allegro maestoso

Disco 2:
- Concerto per pianoforte e orchestra n. 22, III. Allegro
- Le nozze di Figaro, III atto, finale, Ecco la marcia, andiamo
- Le nozze di Figaro, IV atto, finale, Ah, tutti contenti
- Don Giovanni, II atto, Don Giovanni, a cenar teco
- Zaide, Ruhe sanft, mein holdes Leben
- Requiem, I. Introitus
- Requiem, III. Sequentia: 1. Dies irae
- Requiem, III. Sequentia: 3. Rex tremendae
- Requiem, III. Sequentia: 5. Confutatis
- Requiem, III. Sequentia: 6. Lacrimosa
- Concerto per pianoforte e orchestra n. 20, 2. Andante

L'album per la Fantasy/BMG/Musical Heritage Society/A&M Records ha raggiunto la settima posizione in Svizzera, la nona in Nuova Zelanda e la decima nei Paesi Bassi e Svezia ed ha vinto il Grammy Award al miglior album di musica classica 1985.
Nel film ci sono anche Caro mio ben di Giuseppe Giordani; Axur, Re d'Ormus di Salieri (Son queste le speranze); l'aria Martern aller Arten da Il ratto dal serraglio; l'aria Non più andrai dalle Nozze di Figaro, l'Allegro dal Concerto per pianoforte e orchestra n. 20; l'Allegro finale dal Concerto per pianoforte e orchestra n. 15. Der Hölle Rache è interpretata da June Anderson (compresa nella colonna sonora della versione Director's Cut), il duettino Cinque... dieci... venti... da Samuel Ramey; il duetto fra Papageno e Papagena da "Il flauto magico".

## Distribuzione
La pellicola uscì negli Stati Uniti d'America il 6 settembre 1984 in un'anteprima a Los Angeles, mentre in Italia arrivò il 21 dicembre dello stesso anno. Il budget del film è stato di 18 milioni di dollari e l'incasso negli USA è stato di circa 52 milioni di dollari.
Nel 2025 viene ridistribuito nei cinema italiani per un periodo limitato con il primo doppiaggio interamente restaurato in 4K.

## Accoglienza

### Incassi
Il film ha incassato 52 milioni di dollari negli Stati Uniti e in Canada e nel novembre 1985, mentre era ancora nelle sale oltreoceano, aveva incassato fino ad oggi oltre 90 milioni di dollari in tutto il mondo.

### Critica
Il film è stato acclamato dalla critica. Sull'aggregatore di recensioni Rotten Tomatoes ha una percentuale di gradimento dell'89% basato su 153 recensioni, con un voto medio di 8,9 su 10. Su Metacritic ha un punteggio di 87 su 100 basato su 28 recensioni.

## Riconoscimenti
- 1985 - Premio Oscar[14][15]
  - miglior film a Saul Zaentz
  - migliore regia a Miloš Forman
  - miglior attore protagonista a F. Murray Abraham
  - migliore sceneggiatura non originale a Peter Shaffer
  - migliore scenografia a Patrizia von Brandenstein e Karel Černý
  - migliori costumi a Theodore Pistek
  - miglior trucco e acconciatura a Paul LeBlanc e Dick Smith
  - miglior sonoro a Mark Berger, Thomas Scott, Todd Boekelheide e Christopher Newman
  - Candidatura come miglior attore protagonista a Tom Hulce
  - Candidatura come migliore fotografia a Miroslav Ondříček
  - Candidatura come miglior montaggio a Nena Danevic e Michael Chandler
- 1985 - Golden Globe
  - miglior film drammatico
  - migliore regia a Miloš Forman
  - miglior attore in un film drammatico a F. Murray Abraham
  - migliore sceneggiatura a Peter Shaffer
  - Candidatura come miglior attore in un film drammatico a Tom Hulce
  - Candidatura come miglior attore non protagonista a Jeffrey Jones
- 1986 - Premio BAFTA
  - migliore fotografia a Miroslav Ondříček
  - miglior montaggio a Nena Danevic e Michael Chandler
  - miglior trucco a Paul LeBlanc e Dick Smith
  - miglior sonoro a John Nutt, Christopher Newman e Mark Berger
  - Candidatura come miglior film a Saul Zaentz e Miloš Forman
  - Candidatura come miglior attore protagonista a F. Murray Abraham
  - Candidatura come migliore sceneggiatura non originale a Peter Shaffer
  - Candidatura come migliore scenografia a Patrizia von Brandenstein
  - Candidatura come migliori costumi a Theodore Pistek
- 1985 - Kansas City Film Critics Circle Award
  - miglior attore protagonista a F. Murray Abraham
- 1984 - Los Angeles Film Critics Association Award
  - miglior film
  - migliore regista a Miloš Forman
  - migliore sceneggiatura a Peter Shaffer
  - miglior attore protagonista a F. Murray Abraham
  - Candidatura come miglior colonna sonora
- 1985 - David di Donatello
  - miglior film straniero a Miloš Forman
  - migliore regista straniero a Miloš Forman
  - miglior attore straniero a Tom Hulce
- 1985 - Premio César
  - miglior film straniero a Miloš Forman
- 1985 - Nastro d'argento
  - Regista del miglior film straniero a Miloš Forman
  - miglior attore straniero a Tom Hulce
- 1986 - Awards of the Japanese Academy
  - miglior film straniero
- 1985 - Premio Amanda
  - Miglior film straniero a Miloš Forman
- 1986 - Kinema Junpo Award
  - Miglior film straniero a Miloš Forman
- 1985 - Robert Festival
  - Miglior film straniero a Miloš Forman
- 1985 - American Cinema Editors
  - Miglior montaggio a Nena Danevic e Michael Chandler
- 1985 - British Society of Cinematographers
  - Candidatura come migliore fotografia a Miroslav Ondrìcek
- 1985 - Casting Society of America
  - Miglior casting a Mary Goldberg
- 1985 - Directors Guild of America
  - migliore regia a Miloš Forman e Michael Hausman (Assistenti Registi)
- 1985 - Golden Screen
  - Golden Screen Award
- 1986 - Guild of German Art House Cinemas
  - Miglior film straniero a Miloš Forman
- 1985 - Joseph Plateau Award
  - Miglior film
  - Migliore regia a Miloš Forman
  - Miglior contributo artistico
- 1985 - Jussi Award
  - Miglior regista straniero a Miloš Forman

## Versioni alternative

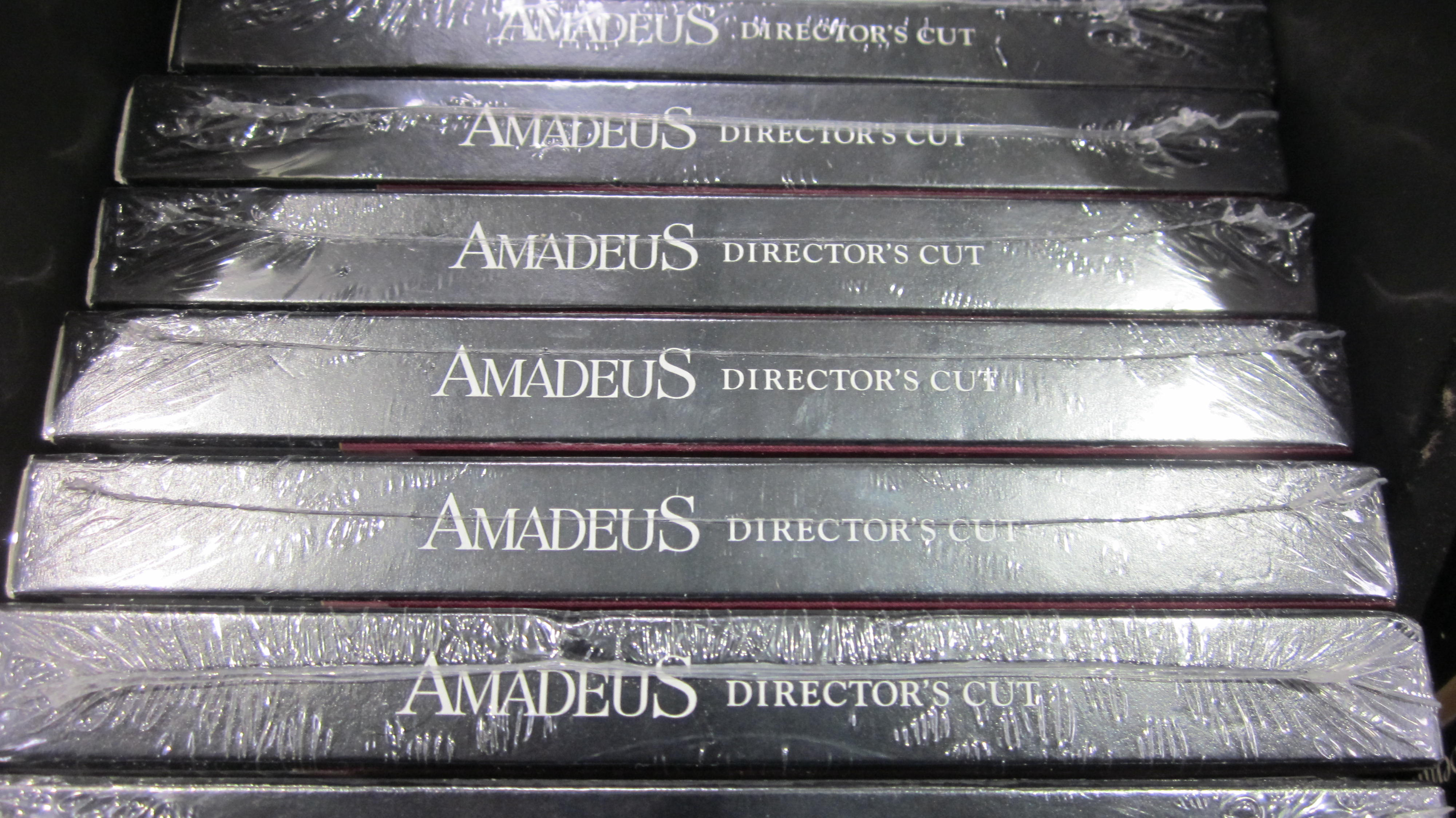
Cofanetti della Director's Cut del film uscita nel 2002

Nel 2002 è stata distribuita nei cinema (e in seguito anche in DVD e in Blu-ray) una versione ampliata di circa venti minuti contenente i tagli (Director's Cut) operati in occasione della prima uscita della pellicola. Vengono ripristinate alcune scene che illustrano la condizione di Mozart, talento immenso ma perennemente al verde, tra cui una richiesta di aiuto del compositore a Salieri e le impossibili lezioni di piano ad una giovane dell'alta società.
Viene ripristinata inoltre una scena cruciale per comprendere l'odio (altrimenti inspiegabile), che Constanze dimostra nei confronti di Salieri: recatasi una mattina presso il compositore italiano per pregarlo di far avere a Mozart delle commissioni grazie alla sua influenza (scena sin qui presente nella versione originale), Salieri le fa intendere che avrebbe acconsentito se lei, quella notte stessa, gli si fosse concessa sessualmente. Constanze, disperata, si trova costretta ad accettare. Ma quando, poche ore dopo, Constanze giunge nella sala del palazzo di Salieri, si spoglia ed egli la rifiuta con disprezzo in preda sia ai suoi scrupoli religiosi (dato anche il suo antico voto di castità) sia perché la richiesta era stata solo una scusa per umiliarla, sapendo che la donna non si sarebbe mai adattata comunque. Ora che può vedere la miseria della moglie del suo nemico non ha certo intenzione di aiutarla. Salieri suona quindi il campanello e chiede al maggiordomo di accompagnare la donna alla porta, che tra l'altro è ancora mezza nuda. Da questo fatto nasce quell'odio in Constanze che poi si troverà alla fine del film nel momento della dipartita del marito.
L'edizione italiana è stata ridoppiata con voci diverse, sotto la direzione di Filippo Ottoni, con esiti che hanno sollevato qualche perplessità. Anche i dialoghi sono stati in parte ritradotti. In particolare ne esce accentuata la "ribellione" alla potenza schiacciante della lingua italiana nel campo musicale in relazione alla presunta rivalità con Salieri. Non a caso l'edizione Director's Cut include una battuta di Mozart su Salieri, Rosenberg e Bonno («Naturalmente, gli italiani, sempre gli italiani! Gente musicalmente idiota!»), che è conforme all'originale, ma che nella precedente versione italiana era stata edulcorata («Naturalmente, i cortigiani, sempre i cortigiani! Gente musicalmente idiota!»).

## Storicità
Sin dall'inizio, tanto Forman quanto il drammaturgo Peter Schaffer furono molto chiari sull'impostazione da dare al progetto: non doveva trattarsi di un film perfettamente attinente alla veridicità storica, bensì d'una vicenda fittizia liberamente ispirata dalla realtà. Non a caso, entrambi erano soliti riferirsi al film come una "fantasia sul tema di Mozart e Salieri".
L'idea d'una rivalità quasi mortale tra Mozart e Salieri è di fatto un topos che ha radici lontane, risalenti già a qualche anno di distanza dalla morte di Mozart, benché certamente infondata alla luce di fonti maggiormente accreditate; il fatto che lo stesso Mozart e suo padre Leopold, in occasione dell'insuccesso che Le nozze di Figaro registrarono alla prima rappresentazione, accusarono pubblicamente Salieri d'averne boicottato l'esecuzione (benché il compositore italiano non fosse in Austria in quel momento, trovandosi bensì in Francia per i preparativi della messa in scena della sua opera Les Horaces), senz'altro deve aver contribuito alla nascita delle dicerie sul loro conto. È stato anche ipotizzato, nella fattispecie dallo storico Alexander Wheelock Thayer, che la loro presunta rivalità fosse stata "montata ad arte" dal poeta Giovanni Battista Casti il quale, avendo un'acerrima rivalità col poeta Lorenzo Da Ponte (librettista di alcune opere mozartiane, tra cui il Figaro, oltreché poeta di corte presso l'Imperatore d'Austria), cercò d'istigare l'inimicizia tra i due musicisti nella speranza così di danneggiare indirettamente il rivale (sia Casti, sia Da Ponte, non figurano o vengono menzionati nella pellicola).
Successivamente, sarà poi l'opera del celebre poeta e drammaturgo russo Aleksandr Sergeevič Puškin a far sì che la cosa si cementifichi nell'immaginario collettivo, grazie al suo dramma Mozart e Salieri (1830) in cui appunto inscenò un rapporto conflittuale e burrascoso intercorrente tra Mozart - esaltatovi quale genio incompreso alla tipica maniera romantica - ed il ben più affermato Salieri che, invidiosissimo dello strabiliante talento musicale del salisburghese, veniva spinto dal suo bruciante senso d'inferiorità a tramare per la rovina, ed infine la morte per mezzo d'un veleno, del rivale; da quest'opera, in seguito, Nikolaj Andreevič Rimskij-Korsakov trarrà un'opera musicale omonima nel 1897 e da cui lo stesso Shaffer potrebbe poi essersi ispirato per la stesura della sua opera teatrale.
Tra le libertà prese in fase di sceneggiatura ma che ben si addicono al personaggio nel contesto nel film, c'era l'idea che Salieri fosse un solitario obbligato da un voto di castità per via delle sue umili origini raffrontato a Mozart bambino prodigio. Nella realtà, Antonio Salieri era sposato ed ebbe otto figli e almeno un'amante. Nei suoi ultimissimi anni, il compositore italiano divenne cieco, non tentò il suicidio (men che meno tagliandosi la gola) e non cadde completamente in declino ma anzi rimase uno dei più ricercati insegnanti di musica della sua generazione: tra i suoi allievi, infatti, figurarono personalità del calibro di Beethoven, Czerny, Hummel, Liszt, Schubert e perfino uno dei figli dello stesso Mozart, Franz Xaver Wolfgang. Inoltre, Mozart era più giovane di Salieri di soli sei anni, mentre nel film la differenza di età appare ben maggiore. Per quanto riguarda la commissione del Requiem, ovviamente nella realtà non venne commissionato da Salieri in incognito. La maggior parte degli storici ritiene che l'ignoto e misterioso committente fosse il conte Franz von Walsegg.